# Алвіш Редол
Антоніу А́лвіш Ре́дол (порт. António Alves Redol; *29 грудня 1911, Віла-Франка-де-Шіра, Португалія — 19 листопада 1969, Лісабон), або просто А́лвіш Ре́дол (порт. Alves Redol) — відомий португальський письменник, драматург, журналіст і сценарист; яскравий представник неореалізму в португальській літературі; писав також для дітей.

## З життя і творчості
Антоніу Алвіш Редол народився в 1911 році у Віла-Франка-де-Шірі в родині крамаря Антоніу Редола да Круша (Antonio Redol da Cruz) та Іносенсії Алвіш Редол (Inocência Alves Redol).  
Коли йому було п'ятнадцять, його статті надрукували у місцевій щотижневій газеті Vida Ribatejana.  
Закінчивши середню школу в 1927 році, 16-річний Антоніу поїхав до Португальської Анголи на заробітки, де провів 3 роки. Його перебування в Анголі вплинуло на світогляд Редола та його пізнішу літературну творчість. 
У 1936 році він одружився з Марією душ Сантуш Мотою (Maria dos Santos Mota). 
Редол публікувався в газетах O Diabo і Sol Nascente, виступаючи із засудженням Іштаду Нову. Його перша новела Kangondo була надрукована 29 листопада 1936 року в O Diabo. Це оповідання мало відчутний вплив африканських вражень автора. Письменник продовжував співпрацювати з періодикою, публікуючи свої репортажі та історії на соціальну тематику в Рібатежу. 
Але слави Алвіш Редол зажив не як журналіст, а завдяки своїм романам. У 1939 році він опублікував свій перший великий художній твір Gaibéus. За словами автора, роман не задумувався як фікшн, а як широке полотно про життя селян у Рібатежу. Цей роман вважається першим неореалістичним у португальській літературі. Він також започаткував серію художніх творів самого Редола, що зображували нелегке життя португальських селян і рибалок у 1-й половині ХХ століття: Marés (1941), Avieiros  (1942) та Fanga (1943). 
Публікація Fanga у 1943 році збіглась у часі з народженням його єдиного сина Антоніо. 
Творчості Редола притаманне прискіпливе вивчення реальних подій і людських доль. Так, письменник спеціально зустрічався з селянами-прототипами своїх творів, зокрема на рисових полях біля річки Тежу, щоб почути особисто їхні історії та перейняти досвід. 
На початку 1940-х років він втступив до Комуністичної партії Португалії, хоча це й було поза законом. Редол був заарештований у травні 1944 року. А вже в листопаді 1945 року Редол ввійшов до ЦК Руху демократичної єдності (Movimento de Unidade Democrática) й активно виступав проти фейкових виборів, влаштованих режимом Салазара . 
У 1947 році він був висунутий на посаду Генерального секретаря Португальського ПЕН-клубу. У 1948 році він брав участь у Всесвітньому конгресі інтелектуалів за мир, що відбувся у Вроцлаві (ПНР). 
У 1948 році Алвіш Редол опублікував роман «Закритий обрій (Horizonte Cerrado), що став першим томом трилогії про португальських виноробів регіону Дору. «Люди та тіні» (Os Homens e as Sombras, 1951) та «Кривавий врожай» (Vindima de Sangue, 1953) завершили цикл автора про селян-виробників портвейну. За першу частину трилогії автор отримав премію Рікардо Малєйроса. 
Пізніші твори Алвіша Редола включають A Barca dos Sete Lemes (1958), Uma Fenda na Muralha (1959) і, нарешті, Barranco de Cegos (1962), що вважається magnum opus і вершиною його літературного доробку. 
Алвіш Редол помер у Лісабоні в 1969 році.
Твори письменника перекладені декількома мовами, зокрема англійською, німецькою, російською.
У рідному місті письменника Віла-Франка-де-Шірі, а також у столиці Лісабоні, Порту та інших містах Португалії є вулиці Алвіша Редола.